# Distribuição geográfica
Distribuição geográfica, muitas vezes referida apenas como distribuição, é um termo utilizado pela biologia, geografia e linguística para delimitar a área em que determinada ocorrência se verifica. O termo é muito utilizado para delimitar, por exemplo, regiões climáticas, tipos de vegetação, ocorrência de espécies de seres vivos ou populações de origens diversas, áreas onde se emprega, ou empregou, cada uma das línguas faladas hoje ou extintas.
Também é importante pois sem ela os cientistas não iriam descobrir muita coisa sobre os planetas.